# إيمان حسن الرفيعي
إيمان حسن محمد الرفيعي (مواليد 16 فبراير 1982) هي لاعبة شطرنج عراقية تحمل لقب أستاذة الشطرنج (WIM) من الاتحاد الدولي للشطرنج. حصلت على ميدالية ذهبية فردية في أولمبياد الشطرنج للسيدات عام 1998، بالإضافة إلى ميداليتين فضيتين في عام 2000 وعام 2006.

## مسيرتها في الشطرنج
منذ أواخر التسعينات، كانت إيمان واحدة من أبرز لاعبات الشطرنج العراقيات. حصلت على لقب أستاذة الاتحاد الدولي للشطرنج للسيدات (WFM) في عام 1999، ولقب أستاذة الشطرنج (WIM) في عام 2001. وفي عام 2012، فازت ببطولة العراق للسيدات بنتيجة مائة بالمائة - 9 من 9 ممكنة. في عام 2014، حصلت إيمان على المركز الثالث في بطولة الشطرنج العربية للسيدات. وفي عام 2016، احتلت المركز 28 في بطولة الشطرنج للسيدات في آسيا.
مثلّت الرفيعي العراق في أولمبياد الشطرنج للسيدات:
- في عام 1998، في المركز الثاني في أولمبياد الشطرنج ال33 (سيدات) في إيليستا (+7، =2، -0) وفازت بالميدالية الذهبية.
- في عام 2000، في المركز الثاني في أولمبياد الشطرنج ال34 (سيدات) في إسطنبول (+6، =4، -0) وفازت بالميدالية الفضية.
- في عام 2006، في المركز الأول في أولمبياد الشطرنج ال37 (سيدات) في تورينو (+7، =0، -1) وفازت بالميدالية الفضية.
- في عام 2012، في المركز الأول في أولمبياد الشطرنج ال40 (سيدات) في إسطنبول (+6، =2، -3).
- في عام 2016، في المركز الثاني في أولمبياد الشطرنج ال42 (سيدات) في باكو (+5 = 2، -3).[8]

كما مثلت الرفيعي العراق في دورة الألعاب العربية:
- في عام 2007، في المركز الأول في دورة الألعاب العربية الحادية عشرة (سيدات) في القاهرة (+4، =0، -1) وفازت بالميدالية الذهبية.
- في عام 2011، حصلت على المركز الثاني في دورة الألعاب العربية الثانية عشرة (سيدات) في الدوحة (+6، =0، -1) وفازت بالميدالية البرونزية للفرق وبالميدالية الذهبية الفردية.

## وصلات خارجية
- Iman Hasan Mohammed Al-Rufaye rating card at FIDE (archive)
- صفحة اللاعب «Iman Hasan Mohammed Al-Rufaye» على موقع مباريات الشطرنج
- Iman Hasan Mohammed Al-Rufaye chess games at 365Chess.com (2016)
- Eman Hassane Al Rufei chess games at 365Chess.com (1998–2008)
- H M Al-Rufaye Iman chess games at ChessTempo.com